# Panggoi
Panggoi is een bestuurslaag in het regentschap Lhokseumawe van de provincie Atjeh, Indonesië. Panggoi telt 5513 inwoners (volkstelling 2010).